# 江戸時代の人物一覧
江戸時代の人物一覧（えどじだいのじんぶついちらん）
江戸時代の人物の一覧。安土桃山時代の人物一覧と幕末の人物一覧も参照。

## 朝廷

### 天皇・皇族
- 後陽成天皇（第107代天皇）
- 後水尾天皇（第108代天皇）
- 明正天皇（第109代天皇）
- 後光明天皇（第110代天皇）
- 後西天皇（第111代天皇）
- 霊元天皇（第112代天皇）
- 東山天皇（第113代天皇）
- 中御門天皇（第114代天皇）
- 桜町天皇（第115代天皇）
- 桃園天皇（第116代天皇）
- 後桜町天皇（第117代天皇）
- 後桃園天皇（第118代天皇）
- 光格天皇（第119代天皇）
- 仁孝天皇（第120代天皇）
- 孝明天皇（第121代天皇）
- 明治天皇（第122代天皇）
- 東福門院

### 公家
- 近衛家熙
- 近衛基熙
- 烏丸光広
- 中山愛親
- 野宮定基
- 正親町公通
- 岩倉具視
- 三条実美
- 中山忠光
- 姉小路公知

## 幕府

### 徳川歴代将軍
- 徳川家康（初代）
- 徳川秀忠（二代）
- 徳川家光（三代）
- 徳川家綱（四代）
- 徳川綱吉（五代）
- 徳川家宣（六代）
- 徳川家継（七代）
- 徳川吉宗（八代）
- 徳川家重（九代）
- 徳川家治（十代）
- 徳川家斉（十一代）
- 徳川家慶（十二代）
- 徳川家定（十三代）
- 徳川家茂（十四代）
- 徳川慶喜（十五代）

### 幕閣
- 本多正信
- 青山忠成
- 大久保忠隣
- 内藤清成
- 本多正純
- 阿部正次
- 酒井忠世
- 土井利勝
- 井上正就
- 青山忠俊
- 酒井忠勝
- 井伊直孝
- 松平信綱
- 稲葉正勝
- 阿部忠秋
- 堀田正盛
- 保科正之
- 酒井忠清
- 堀田正俊
- 牧野成貞
- 土屋政直
- 柳沢吉保
- 水野忠之
- 松平乗邑
- 板倉勝清
- 本多正珍
- 松平武元
- 田沼意次
- 本多忠籌
- 田沼意知
- 松平定信
- 真田幸貫
- 水野忠邦
- 井伊直弼
- 安藤信正

### 幕臣
- 板倉勝重
- 大久保長安
- 伊奈忠次
- 大久保忠教
- 柳生宗矩
- 川勝広綱
- 板倉重宗
- 板倉重昌
- 伊奈忠治
- 今川直房
- 伊奈忠克
- 川勝隆尚
- 吉良義央
- 新井白石
- 室鳩巣
- 荻原重秀
- 荻生徂徠
- 井戸正明
- 三宅観瀾
- 大岡忠相
- 神尾春央
- 長谷川宣雄
- 根岸鎮衛
- 長谷川宣以
- 遠山景元
- 仁杉五郎左衛門
- 矢部定謙
- 鳥居耀蔵
- 男谷信友
- 川路聖謨
- 窪田(蒲池)鎮克
- 村垣範正
- 永井尚志
- 大久保一翁
- 岩瀬忠震
- 新見正興
- 栗本鋤雲
- 小笠原長行
- 勝海舟
- ジョン万次郎
- 小栗忠順
- 大鳥圭介
- 近藤勇
- 高橋泥舟
- 土方歳三
- 山岡鉄舟
- 榎本武揚
- 今井信郎

### 女性
- 崇源院
- 春日局
- 永光院
- 桂昌院
- 青松院
- 天璋院
- 和宮親子内親王
- 天英院
- 月光院
- 本寿院
- 絵島
- 瀧山

## 大名

### 御三家・御三卿
- 徳川頼宣
- 徳川頼職
- 徳川斉順
- 徳川頼房
- 徳川義直
- 徳川光貞
- 徳川光圀
- 徳川宗春
- 徳川宗武
- 徳川宗尹
- 徳川重好
- 徳川治済
- 徳川斉昭
- 徳川慶勝
- 徳川茂徳

### 一般の大名
- 浅野長矩
- 上杉鷹山
- 池田光政
- 黒田長政
- 酒井忠勝
- 島津重豪
- 竹中重義
- 伊達政宗
- 徳川忠長
- 細川重賢
- 松前公広
- 松前慶広
- 松倉重政
- 松倉勝家
- 毛利重就
- 島津斉彬
- 浅野長勲
- 林忠崇
- 山内一豊
- 山内豊信（容堂）
- 上杉景勝
- 浅野長訓
- 毛利敬親
- 毛利元徳
- 伊達宗城

### 陪臣
- 原田宗輔
- 大石良雄
- 野中兼山
- 平田靱負
- 河合道臣
- 吉成又右衛門
- 吉田東洋(土佐藩)
- 横井小楠
- 河井継之助(長岡藩)
- 西郷頼母(会津若松藩)
- 小松清廉(薩摩藩)
- 福原元僴(長州藩)
- 国司親相(長州藩)
- 周布政之助(長州藩)
- 安藤要人(津山藩)
- 来島又兵衛(長州藩)
- 小原鉄心(大垣藩)
- 調所広郷(薩摩藩)
- 後藤象二郎(土佐藩)
- 乾退助(土佐藩)

## 商人・実業家

### 商人
- 茶屋四郎次郎
- 末吉孫左衛門（平野孫左衛門）
- 末吉勘兵衛（平野勘兵衛）
- 末次平蔵
- 田中勝介
- 水野茂右衛門 （唐金茂右衛門）
- 紀伊國屋文左衛門
- 奈良屋茂左衛門
- 三井高利
- 大村彦太郎
- 淀屋辰五郎
- 銭屋五兵衛
- 鴻池善右衛門
- 住友友以
- 住友政友
- 下村彦右衛門
- 金子七郎兵衛
- 会津屋八右衛門
- 濱口梧陵
- 高田屋嘉兵衛
- 安井道頓（成安道頓）

### 実業家
- 角倉了以
- 河村瑞賢
- 玉川庄右衛門
- 井沢惣兵衛
- 蔦屋重三郎

## 農民
- 中甚兵衛
- 佐倉惣五郎
- 玉川兄弟
- 布田保之助
- 杉木茂左衛門
- 阿曽三右衛門
- 義農作兵衛
- 畑中権内

## 学者

### 儒学者
- 林羅山
- 林鵞峰
- 林鳳岡（林信篤）
- 林述斎
- 新井白石
- 荻生徂徠
- 山県大弐
- 頼山陽
- 山崎闇斎
- 朱舜水
- 広瀬淡窓
- 伊藤仁斎
- 中江藤樹
- 竹内敬持
- 大塩平八郎
- 太宰春台
- 中井竹山
- 猪飼敬所
- 児玉南柯
- 青山延于
- 高橋坦室
- 梅田雲浜
- 高本紫溟
- 佐藤一斎

### 国学者
- 加藤磐斎
- 下河辺長流
- 松下見林
- 契沖
- 増穂残口
- 今井似閑
- 天野信景
- 荷田春満
- 吉見幸和
- 海北若冲
- 加藤枝直
- 賀茂真淵
- 多田南嶺
- 荷田在満
- 谷川士清
- 田安宗武
- 建部綾足
- 加藤美樹
- 河村秀根
- 楫取魚彦
- 本居宣長
- 伴蒿蹊
- 上田秋成
- 加藤千蔭
- 富士谷成章
- 村田春海
- 塙保己一
- 荒木田久老
- 石川雅望
- 菅江真澄
- 加茂季鷹
- 石川雅望
- 尾崎雅嘉
- 本居大平
- 屋代弘賢
- 石原正明
- 本居春庭
- 藤井高尚
- 鈴木朖
- 斎藤彦麿
- 富士谷御杖
- 春登
- 大石千引
- 村田了阿
- 夏目甕麿
- 伴信友
- 沢田名垂
- 高橋残夢
- 清水浜臣
- 平田篤胤
- 田中大秀
- 橘守部
- 喜多村信節
- 小山田与清
- 岡熊臣
- 喜多村信節
- 足代弘訓
- 東条義門
- 鶴峰戊申
- 岸本由豆流
- 鹿持雅澄
- 本居内遠
- 中島広足
- 富樫広蔭
- 前田夏蔭
- 大国隆正（野之口隆正）
- 黒沢翁満
- 岡本保孝
- 林桜園
- 黒川春村
- 平田銕胤
- 平賀元義
- 井上文雄
- 近藤芳樹
- 色川三中
- 生田万
- 伊達千広
- 加納諸平
- 六人部是香
- 権田直助
- 玉松操
- 橘曙覧
- 鈴木重胤
- 伴林光平
- 萩原広道
- 長野義言
- 敷田年治
- 小中村清矩
- 矢野玄道
- 飯田武郷
- 木村正辞
- 佐佐木弘綱
- 飯田武郷
- 黒川真頼
- 福羽美静
- 竹尾正胤
- 本居豊穎
- 角田忠行

### 軍学者・兵学者
- 小幡景憲
- 由井正雪
- 別木庄左衛門（戸次庄左衛門）
- 北条氏長
- 山鹿素行
- 山県大弐
- 山下幸内
- 高島秋帆
- 鈴木春山
- 佐久間象山

### 蘭学者・医者
- 香川修徳
- 向井元升
- 青木昆陽
- 山脇東洋
- 平賀源内
- 杉田玄白
- 前野良沢
- 中川淳庵
- 司馬江漢
- 桂川甫周
- 建部清庵
- 大槻玄沢
- 稲村三伯
- 華岡青洲
- 鷹見泉石
- 長徳院瑞屯
- 渡辺崋山
- 高野長英
- 小関三英
- 青木周弼
- 緒方洪庵
- 平住専安
- 本庄晋一
- 福澤諭吉
- 箕作阮甫
- 箕作秋坪
- 林玄仲

### 本草学者
- 中村惕斎
- 貝原益軒
- 稲生若水
- 松岡恕庵
- 阿部将翁
- 野呂元丈
- 戸田旭山
- 田村藍水
- 平賀源内
- 小野蘭山
- 佐藤中陵
- 畔田翠山

### 和算家(数学者)
- 吉田光由
- 今村知商
- 関孝和
- 建部賢弘
- 久留島喜内（久留島義太）
- 松永良弼
- 安島直円
- 会田安明
- 内田五観
- 石黒信由
- 鎌田俊清
- 村松茂清

### 地理学者
- 西川如見
- 箕作省吾
- 長久保赤水
- 古川古松軒
- 伊能忠敬
- 山村才助

### 天文学者
- 池田好運
- 渋川春海
- 北島見信
- 麻田剛立
- 志筑忠雄
- 高橋至時
- 高橋景保
- 渋川景佑

### 経政家
- 本多利明
- 工藤平助
- 林子平

### その他の学者
- 安藤昌益
- 飯塚伊賀七
- 石田梅岩
- 大原幽学
- 蒲生君平
- 高山彦九郎
- 富永仲基
- 二宮尊徳
- 山片蟠桃
- 近藤富蔵
- 木内石亭

## 技術者・発明家
- 飯塚伊賀七
- 大畑才蔵
- 井沢弥惣兵衛
- 中井正清
- 大蔵永常
- 前原巧山
- 本木昌造
- 続豊治
- 田中久重
- 春山弁蔵
- 左甚五郎
- 浮田幸吉
- 細川頼直
- 工楽松右衛門
- 板屋兵四郎
- 牧庵鞭牛

## 文化人・芸術家

### 文芸
- 松永貞徳
- 松尾芭蕉
- 西山宗因
- 小林一茶
- 香川景樹
- 良寛
- 平賀源内
- 大田南畝（蜀山人）
- 柄井川柳
- 井原西鶴
- 十返舎一九
- 上田秋成
- 鶴屋南北
- 式亭三馬
- 山東京伝
- 恋川春町
- 近松門左衛門
- 曲亭馬琴
- 為永春水
- 柳亭種彦

### 絵師
- 岩佐又兵衛
- 土佐光起
- 住吉如慶
- 狩野探幽
- 俵屋宗達
- 小田野直武
- 司馬江漢
- 亜欧堂田善
- 東洲斎写楽
- 葛飾北斎
- 歌川広重
- 喜多川歌麿
- 池大雅
- 谷文晁
- 田能村竹田
- 渡辺崋山
- 菱川師宣
- 与謝蕪村
- 英一蝶
- 金井烏洲
- 曽我蕭白
- 円山応挙

### 陶工
- 野々村仁清
- 後藤才次郎
- 李参平
- 酒井田柿右衛門
- 道入
- 尾形乾山
- 清水六兵衛
- 奥田頴川
- 加藤民吉
- 青木木米
- 仁阿弥道八
- 三浦乾也
- 蔵六

### その他
- 本阿弥光悦
- 尾形光琳
- 西嶋八兵衛
- 宮崎友禅
- 一楽
- 山田宗徧

### 音楽
- 賢順
- 八橋検校
- 生田検校
- 佐山検校
- 竹本義太夫
- 都太夫一中
- 黒沢琴古
- 鶴賀新内
- 山田検校
- 峰崎勾当
- 松浦検校
- 杵屋六三郎
- 石川勾当
- 菊岡検校
- 八重崎検校
- 光崎検校
- 吉沢検校

### 演劇
- 坂田藤十郎
- 中村歌右衛門
- 市川團十郎
- 松本幸四郎

### 園芸・造園
- 伊藤伊兵衛
- 松平菖翁

### 碁・将棋
- 江戸時代の囲碁棋士一覧
- 将棋棋士
  - 大橋宗桂 (初代)
  - 大橋宗古
  - 伊藤宗看 (初代)
  - 大橋宗桂 (5代)
  - 伊藤宗印 (2代)
  - 大橋宗与 (3代)
  - 伊藤宗看 (3代)
  - 大橋宗桂 (9代)
  - 大橋宗英

## 宗教家

### 仏教
- 天海
- 以心崇伝
- 沢庵宗彭
- 隠元隆琦
- 隆光
- 良寛
- 円空
- 牧庵鞭牛

### 神道
- 萩原兼従
- 吉川惟足
- 契沖
- 荷田春満
- 賀茂真淵
- 本居宣長
- 平田篤胤

### キリスト教
- 天草四郎
- 後藤寿庵

## 探検家
- 最上徳内
- 伊能忠敬
- 青島俊蔵
- 松田伝十郎
- 間宮林蔵
- 近藤重蔵
- 松浦武四郎

## 海外渡航者
- 山田長政
- 支倉常長

## 漂流者
- 阿部吉郎次
- 岩吉
- 小栗重吉
- 音吉
- 喜三左衛門
- 久蔵
- 寿三郎
- 庄蔵
- 次郎吉
- 治郎兵衛
- 新蔵
- 仙太郎
- 善六
- 大黒屋光太夫
- 長右衛門
- 長吉
- 津太夫
- 継右衛門
- 伝兵衛
- 藤右衛門
- 野村長平
- 初太郎
- 平原善松
- 孫太郎
- 勇之助

## 検校・勾当・座頭
- 八橋検校
- 杉本検校
- 塙検校
- 峰崎勾当
- 松浦検校
- 石川勾当
- 菊岡検校
- 八重崎検校
- 光崎検校
- 吉沢検校

## 剣豪・剣客
- 宮本武蔵
- 佐々木小次郎
- 荒木又右衛門
- 伊東一刀斎
- 松林蝙也斎
- 千葉定吉
- 千葉周作
- 斎藤弥九郎
- 桃井春蔵
- 島田虎之助
- 男谷精一郎
- 榊原鍵吉
- 浅利又七郎
- 岡田以蔵
- 中村半次郎
- 河上彦斎
- 田中新兵衛
- 松崎浪四郎
- 高山峰三郎
- 奥村左近太
- 高橋筅次郎
- 阿部右源次
- 得能関四郎
- 逸見宗助
- 上田馬之助
- 高野佐三郎
- 高橋赳太郎
- 川崎善三郎
- 山田浅右衛門

## アイヌ
- シャクシャイン

## 日本人以外
- ウィリアム・アダムス（三浦按針）
- ヤン・ヨーステン
- ドン・ロドリゴ
- ジョバンニ・シドッチ
- カール・ツンベルク
- アダム・ラクスマン
- ニコライ・レザノフ
- ヴァシーリー・ゴロヴニーン
- フィリップ・フランツ・フォン・シーボルト
- マシュー・ペリー
- タウンゼント・ハリス
- ヘンリー・ヒュースケン
- ラザフォード・オールコック
- ウィリアム・ウィリス

## 博徒・侠客
- 国定忠治
- 幡随院長兵衛
- 水野成之
- 飯岡助五郎
- 大前田英五郎
- 大場久八
- 新門辰五郎
- 清水次郎長
- 黒駒勝蔵
- 竹居安五郎
- 会津小鉄
- 明石屋万吉
- 難波の福
- 小金井小次郎

## 未分類
- 鼠小僧
- 河内山宗春
- 雷電爲右エ門
- 八百屋お七
- 勝山
- 吉野太夫
- 高尾太夫
- 河本にわ（確証のある大政奉還前生まれとしての江戸時代最後の生存者）
- 泉重千代（最後まで生存した江戸時代生まれの人物とされるが、明治生まれとの異論あり）
- 中山イサ（確証のある江戸時代最後の生存者だが、大政奉還後生まれである）